# Lynda Loghraibi
Lynda Loghraibi, née le 3 mai 1997, est une pongiste algérienne.

## Carrière
Elle est médaillée de bronze en double dames et par équipe aux Jeux africains de 2019.
Aux Championnats d'Afrique de tennis de table 2021 à Yaoundé, elle est médaillée de bronze en double mixte avec Sami Kherouf.
Elle est médaillée d'or en double mixte avec Sami Kherouf, et médaillée de bronze en simple femmes, en double femmes avec Malissa Nasri et par équipes femmes aux Jeux panarabes de 2023 à Tipaza.
En mars 2024, elle remporte la médaille de bronze en double dames aux Jeux africains à Accra.
Elle est médaillée de bronze par équipe aux Championnats d'Afrique de tennis de table 2024 à Addis-Abeba.